# Bureau van Dijk

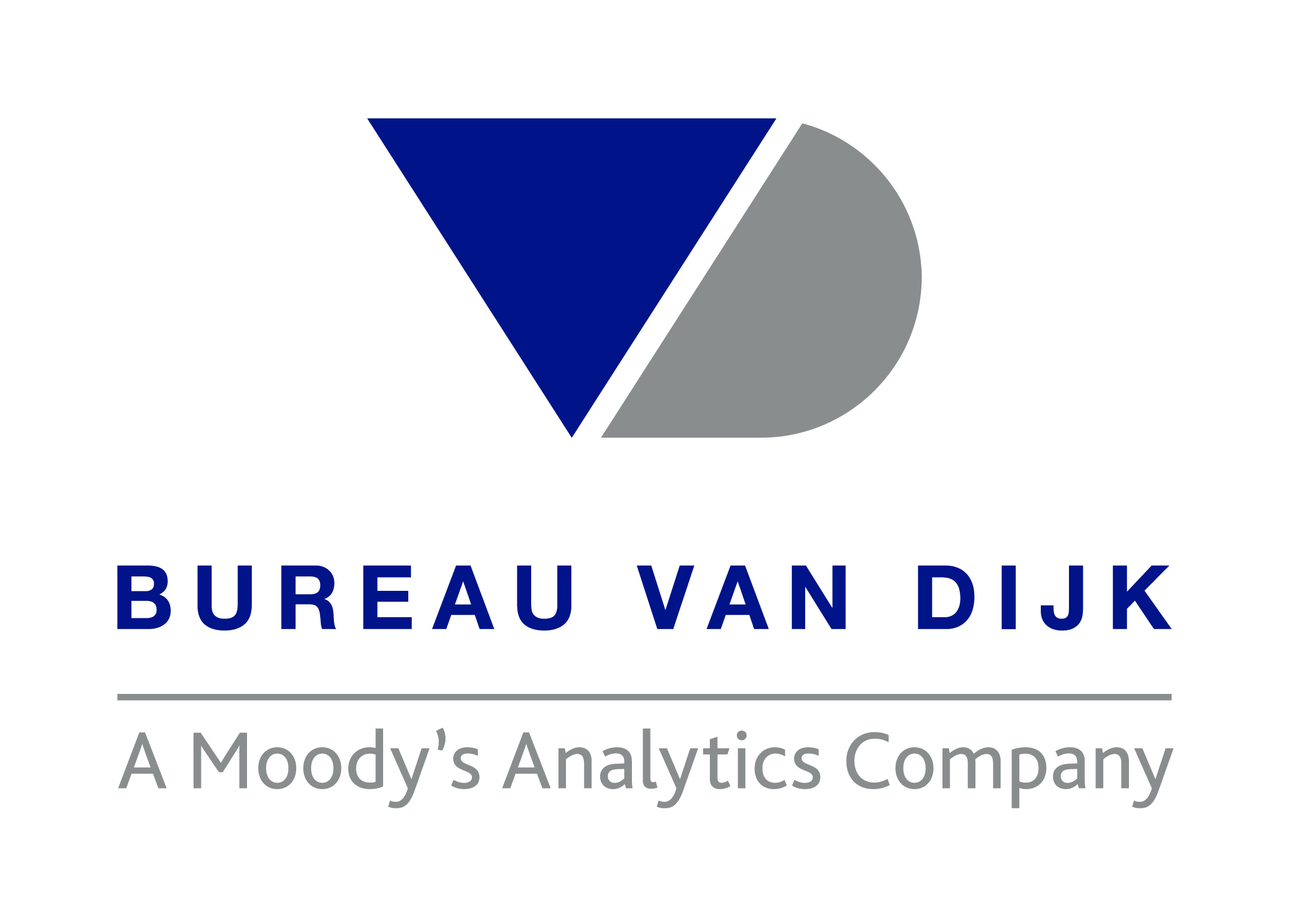

Bureau van Dijk Electronic Publishing (рус. Бюро ван Дайк Электроник Паблишинг) является крупнейшим издателем бизнес-информации и специализируется на данных о частных компаниях, а также программном обеспечении для поиска и анализа компаний. Bureau van Dijk является частью компании Moody’s Analytics. Orbis считается флагманской базой данных компании.
15 мая 2017 года было анонсировано, что Moody’s вступила в окончательное соглашение по приобретению Bureau van Dijk.
Приобретение было завершено в августе 2017 года.

## Общие сведения
Продуктовая линейка Bureau van Dijk совмещает в себе данные из нормативных и других источников, включая 160 информационных провайдеров, и программное обеспечение, чтобы позволить пользователям обрабатывать информацию для ряда исследований и использования их результатов. В отличие от других провайдеров данных Bureau van Dijk раскрывает свои источники и показыват данные об источниках, позволяя пользователям проводить свою собственную аналитику и делать прогнозные анализы, основанные на основополагающих первичных данных и отчётах.
Большая часть персонала занимается продажами, маркетингом и клиентской поддержкой. Офисы компании находятся в офисах в Амстердаме, Пекине, Брюсселе, Буэнос-Айресе, Вашингтоне, Вене, Копенгагене, Дубае, Франкфурте, Гонконге, Йоханнесбурге, Лиссабоне, Лондоне, Мадриде, Манчестере, Мехико, Милане, Москве, Нью-Йорке, Париже, Риме, Сан-Франциско, Сан-Паулу, Сеуле, Шанхае, Сингапуре, Стокгольме, Сиднее, Токио, Чикаго и Цюрихе.
Исследовательская группа Bureau van Dijk собирает глобальную информацию по сделкам M&A и сведения по корпоративной структуре владения и базируется в Манчестере, Брюсселе и Сингапуре. В штате компании также находится команда журналистов, издающая новостные статьи по сделкам и слухам.
Продакт менеджмент и разработка программного обеспечения базируются в офисах в Женеве и Брюсселе.
Компания насчитывает свыше 5000 клиентов, включая банки, страховые компании, финансовые и консалтинговые организации, государственные и исследовательские институты.
Bureau van Dijk заявляет, что предлагает самый полный ресурс сопоставимой информации по частным компаниям в мире. Слоганом компании является «Бизнес уверенности».
Компания регулярно размещает контент и информационные документы, предлагая бесплатные ресурсы в области комплаенс и других зонах риска.

### История
Происхождение Bureau van Dijk берёт начало в 1970-х годах. Бельгийский бизнесмен Марсель ван Дайк основал компанию, специализирующуюся на документации и информационных системах, которая была названа «Бюро Марсель ван Дейк».
В 1985 году после выхода на пенсию Марселя ван Дейка профессор Бернард ван Оммеслаге и Алэн Лидтс взяли на себя управление компанией и расширили виды деятельности, включив менеджмент, консалтинг, аудит и IT-поддержку. В 1987 году компания Bureau van Dijk стала играть ведущую роль в Европе, запустив новый вид деятельности — выпуск и распространение на CD-ROM (предшественник онлайн-баз данных Bureau van Dijk) экономических и финансовых баз данных с информацией по компаниям.
В 1991 году вторая компания Bureau van Dijk Electronic Publishing была сформирована, чтобы взять ответственность за обновление и расширение этих баз данных, в то время как департамент консалтинга по-прежнему был группой внутри компании Bureau van Dijk Инженёр Консей. Владельцы Bureau van Dijk были частными лицами, которые также являлись руководителями и членами правления, а компания с тех пор была продана. (ссылка)
Candover приобрёл 60 % долю в Bureau van Dijk в 2004 году после того, как создатель и глава правления Бернанд ван Оммеслаге, которому на тот момент было 70, решил продать свою часть. Остальные 40 % было решено передать руководству. (Ссылка)
Bureau van Dijk затем была продана Charterhouse Capital Partners в июле 2011, подкреплённая 505 миллионами евро в виде использованных займов (Ссылка), включая 365 миллионов евро главным кредитом, и 140 миллионов евро мезонинным созреванием долга в 2019. В июле 2014 EQT Partners приобрели Bureau van Dijk у компании Charterhouse за 845 миллионов евро эквивалентного залогового финансирования. В начале 2015 года шведский пенсионный фонд Sjätte Ap-fonden (AP6) купил 3 % долю в Bureau van Dijk через прямое совместное инвестирование.
В мае 2017 года компания Moody’s Analytics выразило своё намерение купить компанию за 3 миллиарда евро. В августе 2017 года сделка состоялась.

## Продукты компании

### Orbis
Orbis — это флагманская база данных компании Bureau van Dijk. Она содержит информацию по 400 миллионам компаний со всего мира и концентрируется на информации по частным компаниям, а также представляет информацию в сравнительном формате.

### Amadeus (в процессе перехода на Orbis Europe)
Общеевропейская база данных, содержащая финансовую информацию по 24 миллионам частных компаний. При помощи этой базы данных можно делать анализ основных баз данных из европейских источников.

### Moody’s Analytics BankFocus
Moody’s Analytics Bank Focus — это глобальная база данных, содержащая информацию по более, чем 45000 публичных и частных банков.

### Osiris
Osiris — это база данных зарегистрированных компаний, банков и страховых компаний по всему миру. База данных охватывает свыше 83000 компаний.

### Moody’s Analytics InsuranceFocus
Moody’s Analytics InsuranceFocus — это всеобъемлющая база данных подробных отчётов по публичным и частным страховым компаниям по всему миру. Она содержит информацию по 12000 компаниям.

### EIU Dataservices
Bureau van Dijk также сотрудничает с аналитическим отделам журнала Economist, чтобы размещать услуги по передаче данных — ряд экономических продуктов, совмещённых с современным программным обеспечением. Они включают в себя такие продукты как EIU CountryData	EIU модель странового риска, EIU показатели и прогнозы финансовых услуг и EIU всемирная инвестиционная служба.

### Zephyr
Zephyr — это информационное решение, содержащее сделки M&A, IPO и сделки венчурного капитала.

### Кастомизированные базы данных
Компания выпускают специализированные базы данных для отдельно взятых стран и регионов.

#### Ruslana
RUSLANA содержит информацию о компаниях России, Украины и Казахстана c финансовыми отчётами и бизнес-аналитикой.

### FACT
FACT — это платформа по кредитным рискам, состоящая из трёх основных модулей. Распространение и финансовый анализ, механизм оценки риска и модуль кредитного рабочего процесса. Они могут быть использованы как отдельно, так и вместе для цельного управления кредитным риском.

### PUBlizard
PUBlizard — это облачная платформа распространения для электронных книг и документов партнёрской программы для создания электронных библиотек. Она безопасно транслирует данные в форматах EPUB3 и PDF подписчикам через браузер и мобильные приложения. PUBlizard снабжает продуктами издателей, дистрибьюторов, университеты, библиотеки, книжные ассоциации и информационные провайдеры такие, как CourseSmart и Книги онлайн от Safari.

### Zephus
Лиза Райт является руководителем по продуктам M&A в Bureau van Dijk. Исследователи работают над анализом информации по примечательным сделкам и пишут отчёты по сделкам M&A.
Исследователи работают на более 30 языках и переводят всю необходимую информацию на английский язык. Zephus также предоставляет исследования на заказ для средств массовой информации.